# 弗朗西亞山脈

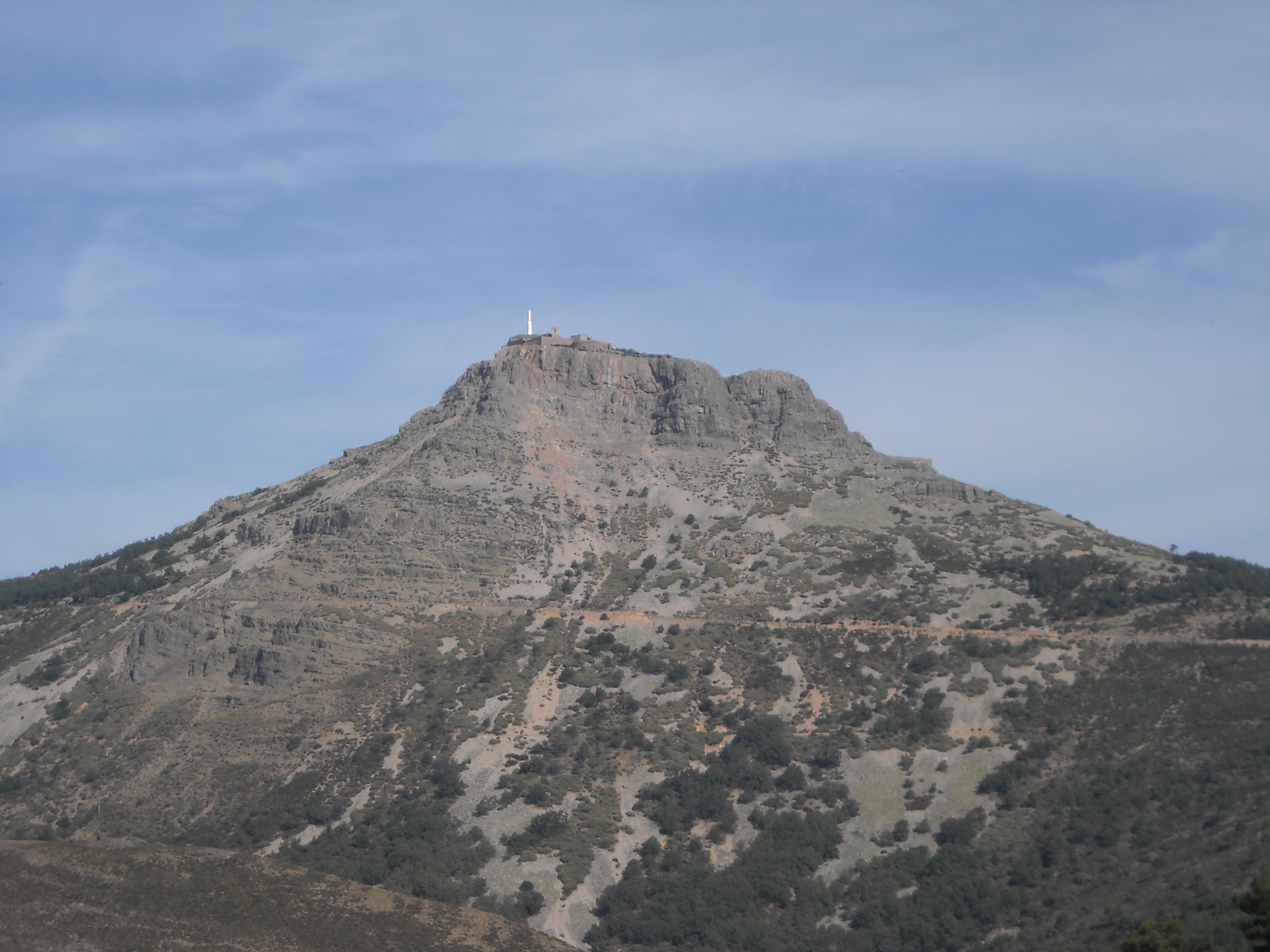

弗朗西亞山脈（西班牙語：Sierra de Francia）是西班牙的山脈，處於伊比利亞半島，距離薩拉曼卡約70公里，屬於中央山脈的一部分，海拔高度1,735米，山體由石灰岩組成。